# Быстрый (миноносец)
«Бы́стрый» — эскадренный миноносец типа «Буйный», погибший в Цусимском сражении.

## История корабля
В 1901 году зачислен в списки судов Балтийского флота и заложен на судоверфи Невского судостроительного и механического завода в Санкт-Петербурге, спущен на воду 27 октября 1901 года, вступил в строй 21 августа 1902 года. После вступления в строй отправился на Дальний Восток с отрядом А. А. Вирениуса, однако с началом Русско-японской войны вернулся в Россию.
Вошёл в состав Второй Тихоокеанской эскадры и 29 августа 1904 года покинул Кронштадт под командованием лейтенанта О. О. Рихтера.
Во время Цусимского сражения 14 мая 1905 года «Быстрый» входил в состав 1-го отделения миноносцев и держался на левом, нестреляющем борту русских броненосцев, находясь в распоряжении флагманского броненосца «Князь Суворов». После выхода из строя броненосца «Ослябя» «Быстрый» принял участие в спасении его экипажа, взяв на борт 10 человек. Частая форсировка хода привела к большому расходу угля.
К утру 15 мая «Быстрый» соединился с крейсером «Светлана». К этому времени уголь на миноносце подошёл к концу и О. О. Рихтер попросил у командира «Светланы» снабдить его углём, однако этого сделать не удалось из-за приближения японских кораблей. «Быстрый» пошёл к берегу с намерением высадить экипаж, а «Светлана» вступила в бой с японскими крейсерами. В самом начале боя за русским миноносцем погнался японский «истребитель» «Муракумо», затем к нему присоединился крейсер «Ниитака». На «Быстром» в топках сожгли даже мебель, и миноносец сумел на время уйти от погони и выброситься на корейский берег. Здесь команда покинула корабль, а унтер-офицер Пётр Галкин взорвал «Быстрый». Прибывшие вскоре японские военные корабли пленили экипаж русского миноносца.